# Gilbertidia
Gilbertidia è un genere di pesci abissali della famiglia Psychrolutidae.

## Tassonomia
Le specie del genere sono due e sono native dell'Oceano Pacifico settentrionale.
- Gilbertidia dolganovi Mandritsa, 1993
- Gilbertidia pustulosa P. J. Schmidt, 1937